# خيير (سقز)
قرية خيير (بالكردية: خەییر) هي إحدى القرى التابعة لـتموغه في ريف قسم مركزي من مقاطعة سقز، في محافظة كردستان الإيرانية.

## السكان
حسب إحصاءات سنة 2006، بلغ إجمالي السكان في خيير 252 نسمة وعدد المساكن 52 مسكن. لغة سكان خيير هي اللغة الكردية و هم من أهل السنة والجماعة والمذهب الشافعي.